# СЭНЭ
«Сентро Эспортиво Нова Эсперанса» или сокращённо СЭНЭ — бразильский футбольный клуб из города Кампу-Гранди, принадлежит «Церкви объединения».

## История
Клуб основан 13 декабря 1999 года в городе Жардин, домашние матчи проводит на арене «Эстадио Педро Педроссян» (другое название «Моренао»), вмещающей 45 000 зрителей. «СЭНЭ» является трехкратным победителем чемпионата штата Мату-Гросу-ду-Сул, что делает его третьим по титулованности клубом штата.
В настоящий момент клуб выступает в Серии D Бразилии.

## Достижения
- Лига Сул-Матугроссенсе:
  - Чемпион (4): 2002, 2004, 2005, 2011